# Nagra (Trommel)
Nagra, nāgrā, ist eine große Kesseltrommel mit einem Korpus aus Ton beim Volk der Garo im nordostindischen Bundesstaat Meghalaya. Die nagra hat eine rituelle Bedeutung und darf nur vom Dorfoberhaupt in seinem Haus als Nachrichtentrommel geschlagen werden.

## Bauform
Der große halbrunde Korpus besteht aus gebranntem Ton. Die Membran aus einer Rinderhaut wird von einem am Rand umlaufenden Hautring festgehalten und mit parallelen Hautstreifen bis zu einem Eisenring am Boden gespannt, in dessen Mitte sich ein kleines Loch befindet. Geschlagen wird die Trommel mit zwei Stöcken. Eine in derselben Funktion und Bedeutung eingesetzte Kesseltrommel mit einem Korpus aus Gamhar-Holz (Gmelina arborea) heißt dimdima. Sie ist heute kaum noch anzutreffen und wurde weitgehend durch die Version mit Tonkorpus ersetzt.

## Kulturelle Bedeutung
Die nagra der Garo gehört wie die große, in Nordindien verbreitete dhamsa mit ihrem Korpus aus Eisenblech zu einer Gruppe einzeln oder paarweise gespielter Kesseltrommeln, die nāgara (nakkara) genannt werden. In Assam heißt diese Ritualtrommel nāgārā. Andere zeremoniell verwendete Kesseltrommeln mit einem Korpus aus Metall südlich der Himalayaregion sind die damaha in Nepal, die in buddhistischen Klöstern in Sikkim verwendete zanga, die paarweise gespielte Kesseltrommel damama im Distrikt Chitral in Nordpakistan und die sehr große bher, die bei sufischen Zeremonien in der pakistanischen Provinz Sindh gebraucht wird.
Der Name dimdima steht in klassischen Sanskrit-Texten gelegentlich für die kleine Sanduhrtrommel damaru, die besonders als Attribut Shivas bekannt ist.
Musikinstrumente werden von den Garo nach ihrem Gebrauch in der religiös-rituellen oder unterhaltenden Musik eingeteilt. Zur ersten Gruppe gehören die lange zweifellige Röhrentrommel dama und die kürzere, größere krām, beide mit einem hölzernen Korpus. Die krām wird bei Begräbnissen und religiösen Zeremonien von der kleinen, aus Holz bestehenden Röhrentrommel nadid (natik) und der Naturtrompete adil begleitet. Nicht zum sakralen Bereich zählen die von Männern und Frauen meist zur Unterhaltung gespielte Röhrenzither chigring und die Streichlaute sarinda. Der Gong rang befindet sich nur in Händen von reichen Familien und stellt ein Zeichen von Wohlstand dar.
Eine nagra darf nur das Dorfoberhaupt (Garo-Sprache nokma, von nok, „Haus“) besitzen. Er ist der reichste Mann im Dorf, verwaltet nach alter Tradition das Gemeinschaftsland und ist als einziger berechtigt, die Ganna Nokma-Zeremonie durchzuführen, mit der er sich Ansehen in der Gesellschaft verschafft.
Die Kesseltrommel hängt an der Wand in seinem Haus. Sogar beim Spielen bleibt sie in ihrer Position an der Wand. Der nokma ruft mit ihr die Dorfbewohner zu einem religiösen Fest oder einer Unterhaltungsveranstaltung herbei und schlägt sie zu Ehren anwesender Gäste. Sie wird nicht zum Musizieren und nicht mit anderen Instrumenten zusammen verwendet. Bei Gefahren wie Feuerausbruch oder wenn der Feind herannaht dient sie als Signalinstrument. Nur der nokma oder ein männlicher Verwandter darf die Trommel bedienen. Sollte die Trommel das Haus verlassen, so würde dies Unglück bedeuten. Beim Krieg gegen die kolonialen britischen Eroberer des Garo-Hochlandes 1872 wurden mit der dimdima die jungen Männer zum Kampfeinsatz zusammengetrommelt. Verwandte des nokma behandeln die Trommel mit Respekt und opfern ihr zu Ehren Reisbier (ka kiad hiar).